# Pycnoclavella aurilucens
Pycnoclavella aurilucens är en sjöpungsart som beskrevs av Walter Garstang 1891. Pycnoclavella aurilucens ingår i släktet Pycnoclavella och familjen Pycnoclavellidae. Inga underarter finns listade i Catalogue of Life.